# Swiss Global Air Lines
Swiss Global Air Lines AG (tot februari 2015 Swiss European Air Lines) was een dochteronderneming van Swiss International Air Lines. Swiss International Air Lines, ook bekend als SWISS, is de opvolger van Swissair. Het bedrijf werd overgenomen in 2001. Zoals het moederbedrijf maakte Swiss Global deel uit van Star Alliance. Het had zijn hoofdkwartier op de luchthaven van Zürich.
Op 19 april 2018 werden alle vliegtuigen en het personeel overgedragen aan het moederbedrijf als deel van een nieuwe arbeidsovereenkomst. Swiss Global Air Lines werd hierbij ontbonden.

## Vloot
De vloot van Swiss GlobalAir Lines bestond in januari 2017 uit de volgende toestellen:
| Type             | In bezit | Besteld | Passagiers      | Opmerking                                 |
| ---------------- | -------- | ------- | --------------- | ----------------------------------------- |
| AVRO RJ-100      | 8        | -       | 97              | Wordt vervangen door Bombardier CS100/300 |
| Bombardier CS100 | 5        | 10      | 125             | Vervangt AVRO RJ-100                      |
| Bombardier CS300 | -        | 15      | Nog niet bekend | Vervangt AVRO RJ-100                      |
| Totaal           | 13       | 25      |                 |                                           |

De gemiddelde leeftijd van de vloot van Swiss European Air Lines was twaalf jaar. Lufthansa had een bestelling geplaatst voor zestig Bombardier CS100's. Deze toestellen werden besteld om de twintig AVRO RJ-100's te vervangen.